# Concurso Internacional de Fogo de Artifício de Macau
O Concurso Internacional de Fogo de Artifício de Macau (CIFAM; em chinês:  澳門國際煙花比賽匯演) é um evento pirotécnico realizado anualmente pela Direção dos Serviços de Turismo desde 1989.

## Vencedores e nomeados
| Edição | Ano  | Vencedor                                            | Segundo lugar                                                 | Terceiro lugar                                                       |
| ------ | ---- | --------------------------------------------------- | ------------------------------------------------------------- | -------------------------------------------------------------------- |
| I      | 1989 | Japão · Hosoya Fireworks Company Ltd.               | Portugal · Gaspar Fernandes e Irmão, Lda.                     | China · Tung Kung Fireworks Factory China                            |
| II     | 1990 | China · Guangxi                                     | Japão · Hosoya Fireworks Company Ltd.                         | Portugal · Gaspar Fernandes e Irmão, Lda.                            |
| III    | 1991 | Portugal · Pirotecnia Minhota                       | Reino Unido · Standard Brock                                  | Espanha · Ricardo Caballer                                           |
| IV     | 1992 | Suíça · Bugano                                      | China · Liu Yang                                              | Portugal · Sousa & Irmão                                             |
| V      | 1993 | Japão · Marutamaya Ogatsu Fireworks Co., Ltd.       | China · Hunan                                                 | Estados Unidos · Illumination Internationale                         |
| VI     | 1994 | Itália · Panzera                                    | Reino Unido · The Fireworks Co.                               | Portugal · Gaspar Fernandes                                          |
| VII    | 1995 | Itália · Panzera                                    | Suíça · Bugano                                                | França · Pyrofetes                                                   |
| VIII   | 1996 | Portugal · Oleirense                                | Japão · Kaneko                                                | Reino Unido · Standard                                               |
| IX     | 1997 | Espanha · Caballer                                  | Portugal · Inter Pirotecnia                                   | Japão · Ikebun                                                       |
| X      | 1998 | Austrália · Syd Howard Fireworks International      | Alemanha · Pyrotechnische Fabrik Oskar Lunig GmbH+Co. KG      | China · Jiangxi Lidu Export Fireworks Factory                        |
| XI     | 1999 | Japão · Kanto Kako Co. Ltd.                         | Reino Unido · Maverick Fireworks                              | China · Sunny International Fireworks Co. Ltd.                       |
| XII    | 2000 | Portugal · Macédo Pirotecnia                        | Reino Unido · Pyro 2000 Fireworks                             | Alemanha · Nico Feuerwerk                                            |
| XIII   | 2001 | China · Hunan Firecracker & Fireworks               | Japão · Takagi Fireworks                                      | Reino Unido · Jubilee Fireworks                                      |
| XIV    | 2002 | Portugal · Pyrofel - Pirotecnia, Lda                | França · Evenement Ciel                                       | China · China Hunan Jixiu Fireworks Manufacturing & Display Co., Ltd |
| XV     | 2003 | Taiwan · San Tai Fireworks Ind. Co., Ltd.           | Portugal · GJR - Pirotecnia e Explosivos, S.A.                | Austrália · FireworX                                                 |
| XVI    | 2004 | Japão · Tamaya Art Pyro Technics                    | China · Liuyang Jiding Fireworks Manufacture Export Co., Ltd. | Reino Unido · Millennium Pyrotechnics Ltd.                           |
| XVII   | 2005 | Japão · Tamaya Art Pyro Technics                    | França · Brezac-Artifices                                     | Taiwan · San Tai Fireworks Ind. Co., Ltd.                            |
| XVIII  | 2006 | França · Brezac-Artifices                           | Estados Unidos · Pyro Spectaculars by Souza                   | Austrália · Foti International Fireworks Pty Ltd.                    |
| XIX    | 2007 | França · Artifices JCO SA                           | Taiwan · San Tai Fireworks Ind. Co., Ltd.                     | Japão · Marutamaya Ogatsu Fireworks Co., Ltd.                        |
| XX     | 2008 | França · Brezac Artifices                           | Japão · Tamaya Art Pyro Technics                              | Taiwan · Wan Dar Fireworks Mfg. Co., Ltd.                            |
| XXI    | 2009 | Japão · Tamaya Kitahara Fireworks Co., Ltd.         | Itália · La Tirrena S.A.S. Fireworks                          | Filipinas · Platinum Fireworks, Inc.                                 |
| XXII   | 2010 | Japão · Tamaya Kitahara Fireworks Co., Ltd.         | China · Panda Fireworks Group Co., Ltd.                       | Filipinas · Platinum Fireworks, Inc.                                 |
| XXIII  | 2011 | China · Panda Fireworks Group Co., Ltd.             | Japão · Tamaya Kitahara Fireworks Co., Ltd.                   | França · Brezac Artifices                                            |
| XXIV   | 2012 | China · Panda Fireworks Group Co., Ltd.             | França · Lacroix-Ruggieri                                     | Austrália · Infinity Pyrotechnic                                     |
| XXV    | 2013 | França · SAS Brezac Artifices                       | China · Dancing Fireworks Group, Co. Ltd                      | Suíça · Sugyp SA                                                     |
| XXVI   | 2014 | China · Hunan Jingtai Fireworks Co., Ltd            | Espanha · Pirotecnia Zaragozana                               | Austrália · Skylighter Fireworks Pty Ltd                             |
| XXVII  | 2015 | Taiwan · Yung-feng Firecrackers & Fireworks Co. Ltd | China · Dancing Fireworks Group, Co Ltd                       | França · ArtEventia                                                  |
| XXVIII | 2016 | Japão · Marutamaya Ogatsu Fireworks Co., Ltd.       | Roménia · Pyro-Technic Transilvania S.R.L.                    | Canadá · Feux d'artifice Orion                                       |